# اتصال تسلسلي

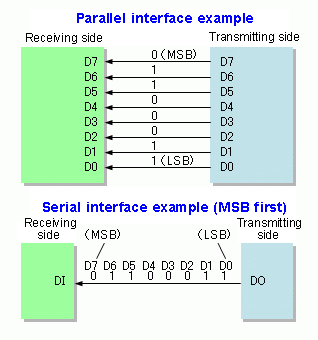
الاتصال التسلسلي في مقابل الاتصال المتوازي

في الاتصالات ونقل البيانات، توصف الاتصالات التسلسلية بأنها عملية نقل البيانات بمقدار بت واحد وراء الآخر، بالتتابع، على قناة اتصالات أو ناقل حاسوب. هذا بمقابل الاتصالات المتوازية، حيث تُرسل عدة بتات في نفس الوقت على خط يتضمن عدة قنوات.
تُستخدم الاتصالات التسلسلية في الاتصال عن بعد وفي معظم شبكات الحاسوب، حيث تجعل عوامل مثل تكلفة الكابل وصعوبات المزامنة من الاتصالات المتوازية غير عملية. وأصبحت الاتصالات التسلسلية أكثر انتشارًا حتى في المسافات القصيرة، إذ أن سلامة الإشارة المحسنة وسرعات النقل في التقنيات التسلسلية الجديدة بدأت تتفوق على ميزة البساطة التي تقدمها النواقل المتوازية (حيث لا حاجة لمسلسل serializer)، كما أن النواقل التسلسلية تتلافى انحراف الساعة وكثافة التوصيلات الحادثين في النواقل المتوازية. يعد الانتقال من منفذ الملحقات الإضافية PCI إلى منفذ الملحقات الإضافية السريع PCI Express مثالًا لذلك.